# Collocalia affinis
A Collocalia affinis a madarak osztályának a sarlósfecske-alakúak (Apodiformes) rendjébe és a sarlósfecskefélék (Apodidae) családjába tartozó faj.

## Rendszerezése
A fajt Robert Cecil Beavan brit ornitológus írta le 1867-ben. Egyes szervezetek szerint a fényes szalangána (Collocalia esculenta) alfaja Collocalia esculenta affinis néven.

## Alfajai
- Collocalia affinis affinis Andamán- és Nikobár-szigetek
- Collocalia affinis elachyptera Mianmarhoz tartozó Mergui-szigetcsoport
- Collocalia affinis cyanoptila Maláj-félsziget, Szumátra és Borneó.
- Collocalia affinis oberholseri Batu-szigetek és a Mentawi-szigetek[2]

## Előfordulása
Délkelet-Ázsiában, Mianmar, Thaiföld, Szingapúr, Indonézia, Malajzia és az Andamán- és Nikobár-szigetek területén honos.

## Természetvédelmi helyzete
A Természetvédelmi Világszövetség Vörös listáján nem szerepel.